# Stomorhina atra
Stomorhina atra är en tvåvingeart som först beskrevs av Charles Howard Curran 1931.  Stomorhina atra ingår i släktet Stomorhina och familjen Rhiniidae. Inga underarter finns listade i Catalogue of Life.